# Sceptrulophora
Sceptrulophora is een orde van sponsdieren uit de klasse van de Hexactinellida.

## Families
- Aphrocallistidae Gray, 1867
- Auloplacidae Schrammen, 1912
- Craticulariidae Rauff, 1893
- Cribrospongiidae Roemer, 1864
- Euretidae Zittel, 1877
- Farreidae Gray, 1872
- Fieldingiidae Tabachnick & Janussen, 2004
- Tretodictyidae Schulze, 1886
- Uncinateridae Reiswig, 2002